# 라이먼 비쳐

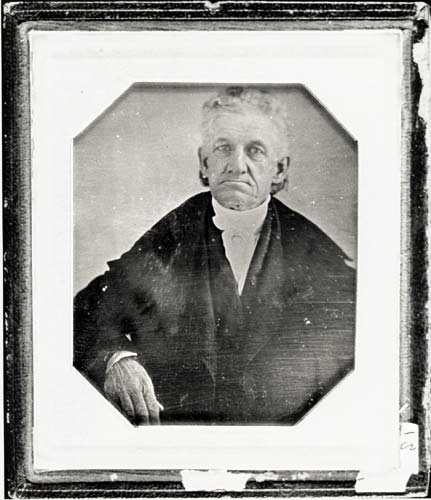

라이먼 비쳐(영어: Lyman Beecher, 1775-1863)는 조나단 에드워즈의 손자 티모시 드와이트의 후계자로 에드워즈의 신학과 대각성에서 내려온 전통을 국가적인 개혁으로 확장시키는 데 활약하였다. 나다니엘 테일러의 친한 동료로 1832년 오하이오주에 있는 레인 신학교(Lane Seminary)의 초대 총장이었다. 그는 모든 재능을 동원하여 뉴잉글랜드신학의 도덕과 원칙으로 이끌었다. 바바라 크로스는 말하기를 그는 19세기 전반의 복음주의 목회자의 전형적인 모습이었다고 고백한다.( Nature and Religions Imagination, 116쪽) 그것은 그가 영적인 의사였고, 영적치료를 하던 목회자였음을 의미했다. '지성의 철학'이란 용어를 통해서 회심을 설명하였다. 심리학뿐만 아니라 국가를 살리는 일에도 열심을 내었다. 그 이유로, 미국성경학회, 금주 협회, 다양한 선교단체들, 안식일지키기 협회등이 만들어졌다. 이러한 여러 가지 활동을 통해서 개인과 사회, 심지어 국가까지 하나의 공동체로 융화시키려는 노력을 하였다. 그의 딸인 해리엇 비처 스토는 톰 아저씨의 오두막과 목사의 구혼으로 유명하다.

## 생애
1775년에 뉴헤이븐에서 데이빗 비처와 에스더 하울리 라이먼사이에서 태어났다.
18살에 예일대학교에 입학하였고, 티모시 드와이트 밑에서 수학하였다.
졸업 후, 롱아일랜드에 있는 이스트햄프턴 장로교회에서 일을 하며 수학하였다.
1810년에 리치필드에 있는 회중교회로 부임하여 설교를 하였다.
1832년에 신시내티로 이주하여 레인신학교의 총장이 되었다.
1835년 조슈아 윌슨 목사로부터 복음화의 방법론에 대한 이단으로 정죄받음.
1851년 뉴욕시 브룩클린에서 87세의 나이로 서거함.

### 가족사항
13명의 자녀를 세명의 부인을 통해 양육시켰고, 그 중에 7명의 아들은 아버지의 뒤를 이어 사역을 하였고, 딸 중에 캐더린과 이사벨은 여성의 교육과 참정권을 위해 노력하였고, 해리엇 비처 스토는 톰 아저씨의 오두막을 썼다.

### 로마 가톨릭 교회에 대한 저항
그는 그 당시 서구유럽으로부터 대거 유입된 로마가톨릭교회의 영향에 대항하였으며, 그들을 부패의 원인으로 보고, 맞서 싸울 것을 주장하였다.

## 참고 문헌
- Cherry, Conrad., Nature and Religious imagination : From Edwards to Bushnell 1973

1. ↑  “Hope for the West: The Life and Mission of Lyman Beecher,Connecticut History , a CTHumanities Project” (영어). 2020년 2월 3일에 확인함.